# Eugen Fürst zu Oettingen-Wallerstein

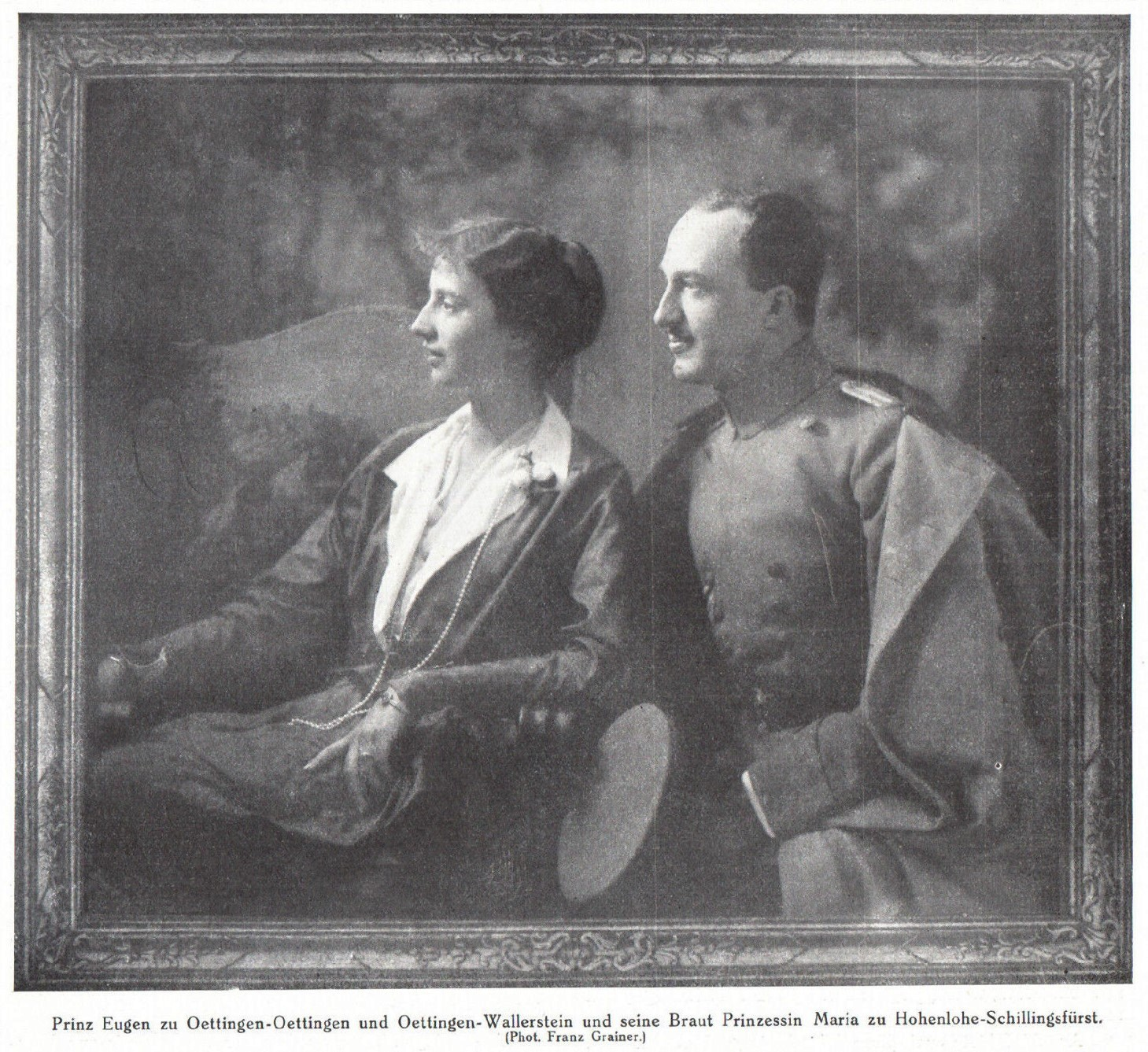
Prinz Eugen zu Oettingen-Oettingen und Oettingen-Wallerstein und seine Braut Prinzessin Maria zu Hohenlohe-Schillingsfürst (1916). Foto von Franz Grainer

Eugen Wolfgang Karl Friedrich Joseph Notger Prinz zu Oettingen-Oettingen und Oettingen-Wallerstein (* 22. März 1885 in Prag; † 3. Oktober 1969 in Hohenaltheim) war ein deutscher Landwirt und Politiker der Bayernpartei. Ab 1930 war er unter dem Namen Eugen Fürst zu Oettingen-Wallerstein bekannt. Mit diesem Namen war er auch im Deutschen Bundestag registriert.

## Leben und Beruf
Eugen zu Oettingen-Wallerstein kam als achtes von neun Kindern der Eheleute Karl Fürst zu Oettingen-Wallerstein und Ernestine Gräfin Czernin von Chudenitz zur Welt. Eugens älterer Bruder Karl trat die Erbfolge seines am 22. Dezember 1905 verstorbenen Vaters an.
Nach dem Jurastudium trat Eugen zu Oettingen-Wallerstein 1909 in den diplomatischen Dienst des deutschen Reiches ein. Nach Referendariat und Jahren als Attaché in Petersburg und Paris machte er den Ersten Weltkrieg als Leutnant bei den Ulanen mit. Er war Mitglied des Bayerischen Heimat- und Königsbundes.
Am 3. August 1916 ehelichte Oettingen-Wallerstein in Schillingsfürst Maria Anna Prinzessin von Hohenlohe-Schillingsfürst (1895–1978), die ihm zwischen 1917 und 1924 vier Kinder gebar.
1923 bis 1930 war er nebenberuflich Leiter der Haus- und Hofverwaltung des früheren Kronprinzen Rupprecht von Bayern und Verwaltungsratsvorsitzender des Wittelsbacher Ausgleichsfonds. Am 24. Mai 1930 verstarb sein älterer Bruder, Karl Fürst zu Oettingen-Wallerstein. Eugen wurde das neue Oberhaupt der Familie zu Oettingen-Wallerstein, übernahm das Stammgut Wallerstein und nannte sich seitdem Fürst. 1930 bis 1933 hatte er den Vorsitz des Verbandes Größerer Grundbesitz in Bayern wie auch des Verbandes Bayerischer Waldbesitzer inne. Im Februar 1933 wurde er vom Kronprinzen Rupprecht im Zuge der Versuche, die bayerische Monarchie zu restaurieren, um die Machtübernahme durch die Nationalsozialisten zu verhindern, zu Reichspräsident von Hindenburg entsandt, der ihn kühl abblitzen ließ. Im Zweiten Weltkrieg war Oettingen-Wallerstein bis zu seiner Abberufung aus politischen Gründen (1942) in der Militärverwaltung in Frankreich tätig und war 1940 bis 1942 Inselkommandant von Guernsey. Es erscheint plausibel, dass der Rittmeister (Hauptmann) für die Nationalsozialisten – auch aufgrund seiner Rolle im Februar 1933 – längst eine unerwünschte Person war. Abkommandiert an die Ostfront verunglückte er in Dnepropetrowsk und wurde Ende 1942 aus dem Wehrdienst entlassen.
Seit 1945 war er erneut Vorsitzender des Verbandes Größerer Grundbesitz in Bayern; außerdem wurde er Vorsitzender der Vereinigung des Adels in Bayern sowie Aufsichtsrat der Bayerischen Vereinsbank und der Bayerischen Landwirtschaftsbank.

## Partei
Oettingen-Wallerstein war Gründungsmitglied der Bayernpartei. 1950 wurde er zu deren stellvertretendem Vorsitzenden gewählt, um den monarchistischen Flügel, der im Wettstreit mit der Bayerischen Heimat- und Königspartei stand, und auch die Großgrundbesitzer stärker an die Partei zu binden.

## Abgeordneter
Am 8. Januar 1951 rückte Oettingen-Wallerstein als Abgeordneter der Bayernpartei für Joseph Baumgartner in den Deutschen Bundestag nach. Ab 14. Dezember 1951 war er Mitglied der Fraktion der Föderalistischen Union, einem aus Bayernpartei und Zentrum gebildeten Bündnis. Aus gesundheitlichen Gründen legte er am 1. September 1952 sein Mandat nieder. Vom 17. Januar 1951 bis zu seinem Ausscheiden aus dem Bundestag war er stellvertretender Vorsitzender des Bundestagsausschusses für Lastenausgleich.

## Ehrenämter
Von 1956 bis 1967 war Oettingen-Wallerstein Präsident des Internationalen Clubs Baden-Baden, der die internationalen Galopprennen in Iffezheim ausrichtet. In den 1960er Jahren war er auch Präsident des Münchener Rennvereins.

## Ehrungen
1959 wurde ihm der Bayerische Verdienstorden verliehen. Nach ihm ist das Eugen Fürst zu Oettingen-Wallerstein-Memorial-Galopprennen in München benannt.